# Григорий III Мама
Григорий III Мама (на средногръцки: Γρηγόριος Γ΄ Μαμμής, Μάμμας) е униатски патриарх на Константинопол в периода от 1443 до 1450 г.

## Биография
Сведенията за живота на патриарх Григорий III са оскъдни. В хрониката на Георгий Сфранцес се споменава, че Григорий произхожда от остров Крит, а фамилията му била Мелисин (Μελισσηνός). Други източници го наричат с двойното име Малисин-Стратегопул, което показва, че най-вероятно е произхождал от двете знатни константинополски фамилии.
Известно е, че Григорий III е бил постриган в монашество през 1420 г., а през 1437 става личен изповедник на император Йоан VIII Палеолог. Привърженик на унията между Католическата и Православната църква, Григорий взима активно участие в теологическите дискусии по въпроса, защитавайки активно необходимостта от единение между двете Църкви. Присъства на предварителните преговори с Рим, провели се на Събора в Базел, а по-късно придружава патриарх Йосиф II Константинополски и на Фераро-флорентинския събор, където представлява и патриарх Филотей Александрийски (1435 – 1459). Заедно с митрополит Висарион Никейски Григорий започва активна борба срещу учението на Марк Ефески, което става причина да напише „Апология против изповеданието на Марк Ефески“ и „Отговор на окръжното послание от същия Марк“, в които доказва съответствието на постановленията на Фераро-флорентинския събор с ученията на отците на Църквата. В тези съчинения Григорий използва аргументация, сходна с тази в съчиненията на константинополския патриарх Йоан XI Век. Освен това Григорий е автор на част от постановленията на Фераро-флорентинския събор и на императорското послание в Александрия, което отправя след края на събора.
Григорий е избран за вселенски патриарх след смъртта на патриарх Митрофан II Константинополски през 1443 г. и то с активната подкрепа на императора. В историята на Сфранцес обаче се споменава, че Григорий III Мама става патриарх през 1445 г. Периодът, през който Григорий III е начело на Константинополската патриаршия, е белязан от непрекъснатите му усилия да помири униатите и онази част от православното духовенство и обществеността, които са против унията със Западната църква. Плод на тези негови усилия са няколко съчинения и послания, които са оцелели и до наши дни, като например посланието му до трапезундския император, озаглавено „За прибавката към Символа на вярата“ (тоест за филиоквето), което е сходно по съдържание с аналогични произведения от други, склонни към уния, православни духовници. Запазени са също така съчиненията му „За безквасния хляб“, „За блаженството на светците“ и „За властта на римския папа“.
До 1448 г. патриарх Григорий III се ползва с подкрепата на император Йоан VIII Палеолог, след чиято смърт влиянието на патриарха в обществото постепенно намалява. Пролатинската му позиция е възприета като предателство спрямо православието и предизвиква силен разкол сред голяма част от православния клир и обществото, които остават непримирими с унията. В много църкви православаното духовенство отказва да почете името на своя император, а срещу патриарха се противопоставят видни духовници като Георги Схоларий (бъдещия патриарх Генадий) и Йоан Евгеник, който пише активно срещу унията със Запада. През 1450 г. противопоставянето сред православното духовенство става толкова силно, че патриарх Григорий III е принуден да остави престола и да напусне Константинопол. На 12 октомври 1450 г. той пристига в Морея, където също не успява да намери разбиране и подкрепа. Така в края на август 1451 г. Григорий III пристига в Рим, където е приет от папа Николай V. В Рим Григорий III продължава да се титулува като вселенски патриарх, отказвайки да се отрече официално от патриаршеския престол. До 1453 г. римският папа също оказва активен натиск върху император Константин XI да признае правата на Григорий, поставяйки връщането му на патриаршеския престол като едно от условията за оказване на военна подкрепа от Запада срещу турците. Папата настоява патриархът да бъде възстановен на длъжност, а Унията от Ферара да бъде тържествено обявена и отпразнувана в катедралата Света София. През май 1452 г. папата дори назначава кардинал Исидор Киевски за апостолически легат, който да удостовери изпълнението на условията, поставени на императора от Апостолическия престол. В същото време проуниатите в окупираните от латините области на Гърция продължават да третират Григорий III като законен вселенски патриарх, непризнавайки неговия наследник – антиуниата Атанасий II.
Натискът на папата дава резултат, но твърде късно – едва на 12 декември 1452 г., след дълги преговори и дискусии и под тътена на оръдията на турците отвъд стените на Константинопол, в Света София е извършена съвместна литургия по католически и православен обред в присъствието на императорското семейство и голяма част от двора. На церемонията са почетени имената на папа Николай V и на отсъстващия патриарх Григорий III и са прочетени постановленията от събора във Флоренция.
Григорий III Мама умира в Рим през 1459 г.